# Chevereșu Mare, Timiș
Chevereșu Mare este satul de reședință al comunei cu același nume din județul Timiș, Banat, România.